# تقدیم به پدرم
تقدیم به پدرم 
(به تلوگویی: Nannaku Prematho) یا به پدر، با عشق (به انگلیسی: To father, with love) فیلمی هندی محصول سال ۲۰۱۶ و به کارگردانی جی ناگسوارا ردی است. در این فیلم بازیگرانی چون ان.تی راما رائو جونیور، جاگاپاتی ببو، راجندرا پراساد، راکول پریت سینگ، اشیش ویدیارتی و مادهو ایفای نقش کرده‌اند.